# Poniž
Poniž je priimek več znanih Slovencev:
- Ambrož Poniž (1845—1917), učitelj
- Benedikt Poniž (1851—1934), učitelj, šolnik
- Denis Poniž (*1948), literarni zgodovinar, pesnik, esejist, dramaturg, dramatik, prof. AGRFT
- Evgen Poniž, inž.
- Katja Mihurko Poniž (*1972), dramaturginja, literarna zgodovinarka in urednica
- Rajko Poniž (u. 1934), inženir
- Roman Poniž (1904—1968), elektrotehnik, univerzitetni profesor
- Stanko Poniž (1906—1961), član organizacije TIGR in partizan
- Venceslav Poniž (1900—1967), metalurg in projektant jeklenih konstrukcij